# Stor dyngklubba
Stor dyngklubba (Podosordaria pedunculata) är en svampart som först beskrevs av Dicks., och fick sitt nu gällande namn av Dennis 1978. Stor dyngklubba ingår i släktet Podosordaria och familjen kolkärnsvampar.  Arten är reproducerande i Sverige. Inga underarter finns listade i Catalogue of Life.